# Phthirpediculus
Phthirpediculus ist eine Gattung der Echten Tierläuse, die bei Lemuren parasitieren. Die Fühler bestehen aus fünf Segmenten ohne Fortsätze und ohne Sexualdimorphismus. Thorax und Abdomen sind deutlich voneinander abgesetzt. Das erste Beinpaar ist deutlich kleiner als die beiden übrigen, alle setzen ventrolateral am Thorax an. Die Abdominalsegmente 2–4 sind deutlich und weisen Tracheenöffnungen in normaler seitlicher Position auf. Pleuralplatten sind an den Bauchsegmenten 3 bis 8 deutlich und ungelappt. Die Bauchsegmente tragen jeweils dorsal und ventral eine querverlaufende Borstenreihe. Die männlichen Genitalien sitzen auf einer Basalplatte, die aus zwei parallelen Zapfen besteht, welche sich distal vereinigen. Die beiden Parameren sind klingenartig, der Pseudopenis deutlich und stark chitinisiert.
Die Gattung enthält drei Arten:
- Phthirpediculus propitheci Ewing, 1923, Wirt Edwards-Wieselmaki
- Phthirpediculus avahidis Paulian, 1960, Wirt Östlicher Wollmaki
- Phthirpediculus brygooi Clay, 1977, Wirt Mongozmaki